# Kanton Apt
Kanton Apt (fr. Canton d'Apt) je francouzský kanton v departementu Vaucluse v regionu Provence-Alpes-Côte d'Azur. Tvoří ho 13 obcí.

## Obce kantonu
- Apt
- Auribeau
- Caseneuve
- Castellet
- Gargas
- Gignac
- Lagarde-d'Apt
- Rustrel
- Saignon
- Saint-Martin-de-Castillon
- Saint-Saturnin-lès-Apt
- Viens
- Villars